# Саговая пальма настоящая
Саговая пальма настоящая, или Саговая пальма (лат. Metroxylon sagu), — вид пальм рода Метроксилон (Metroxylon), произрастающих в тропических лесах и на побережье островов Юго-Восточной Азии в Индонезии, на Малайском архипелаге, Фиджи и Новой Гвинеи, а также на Молуккских островах и в Малайзии. Встречается на Филиппинах, но, вероятно, туда была завезена человеком. Один из самых известных видов саговых пальм, являющихся ценными пищевыми растениями, из сердцевины ствола которых получают крахмалистый пищевой продукт саго.

## Ботаническое описание
Растение со стволом около 9 метров высотой и диаметром 30—35 см. Листья парноперистые, до 5—7 метров длиной, с линейно-ланцетными узкими заостренными листочками, около 1 метра длиной и примерно 5 см шириной с жилками снизу щетинисто опушенными. Листья посажены на крепкие желобчатые сверху черешки длиной около 1 м, с шипами.
Соцветия верхушечные, около 4 метров длиной, ветвистые, порой с шипами. Растение погибает после первого плодоношения.

## Значение и применение
Пальма имеет значительное коммерческое значение в качестве основного источника саго, которое получают из ядра ствола, промывая водой измельчённую древесину сердцевины ствола. Крахмал, полученный из древесины пальмы, используется в кулинарных целях, например, блины из саго являются одним из основных продуктом питания местного населения.
Листья могут использоваться в качестве соломы для устройства стен и потолков или для строительства плотов.
|                                                             |  |  |
| Крыша из листьев пальмы; получение саго из древесины ствола |  |  |